# 馬考 (北里約格朗德州)
馬考（葡萄牙語：Macau）是位於巴西東北部北里約格朗德州的一個市鎮。